# Amarsipidae
Amarsipiden (Amarsipidae) vormen een familie uit de orde van Perciformes (Baarsachtigen).

## Geslacht
- Amarsipus Haedrich, 1969 (Amarsipa)